# جامعة سنترال لانكشاير
جامعة سنترال لانكشاير (اختصار UCLan) هي جامعة عامة مقرها في مدينة بريستون، لانكشاير، إنجلترا. المعروفة باسم كلية الفنون هاريس، ثم بريستون بوليتكنيك، ثم لانكشاير بوليتكنيك، في عام 1992 حصل على المركز الجامعي من قبل مجلس الملكة الخاص. الجامعة هي 19 أكبر جامعة في المملكة المتحدة من حيث أعداد الطلاب.

## الكليات
يوجد بالجامعة الكليات التالية:
- الفن والتصميم والأزياء
- الأعمال
- صحة المجتمع والقبالة
- طب الأسنان
- الهندسة
- الصحافة والإعلام والأداء
- علوم الطب الشرعي والتطبيقي
- العلوم الصحية
- العلوم الإنسانية والاجتماعية
- مركز التميز في التعلم والتعليم
- إدارة
- اللغة والدراسات العالمية
- الطب البشري
- التمريض
- الصيدلة والعلوم الطبية الحيوية

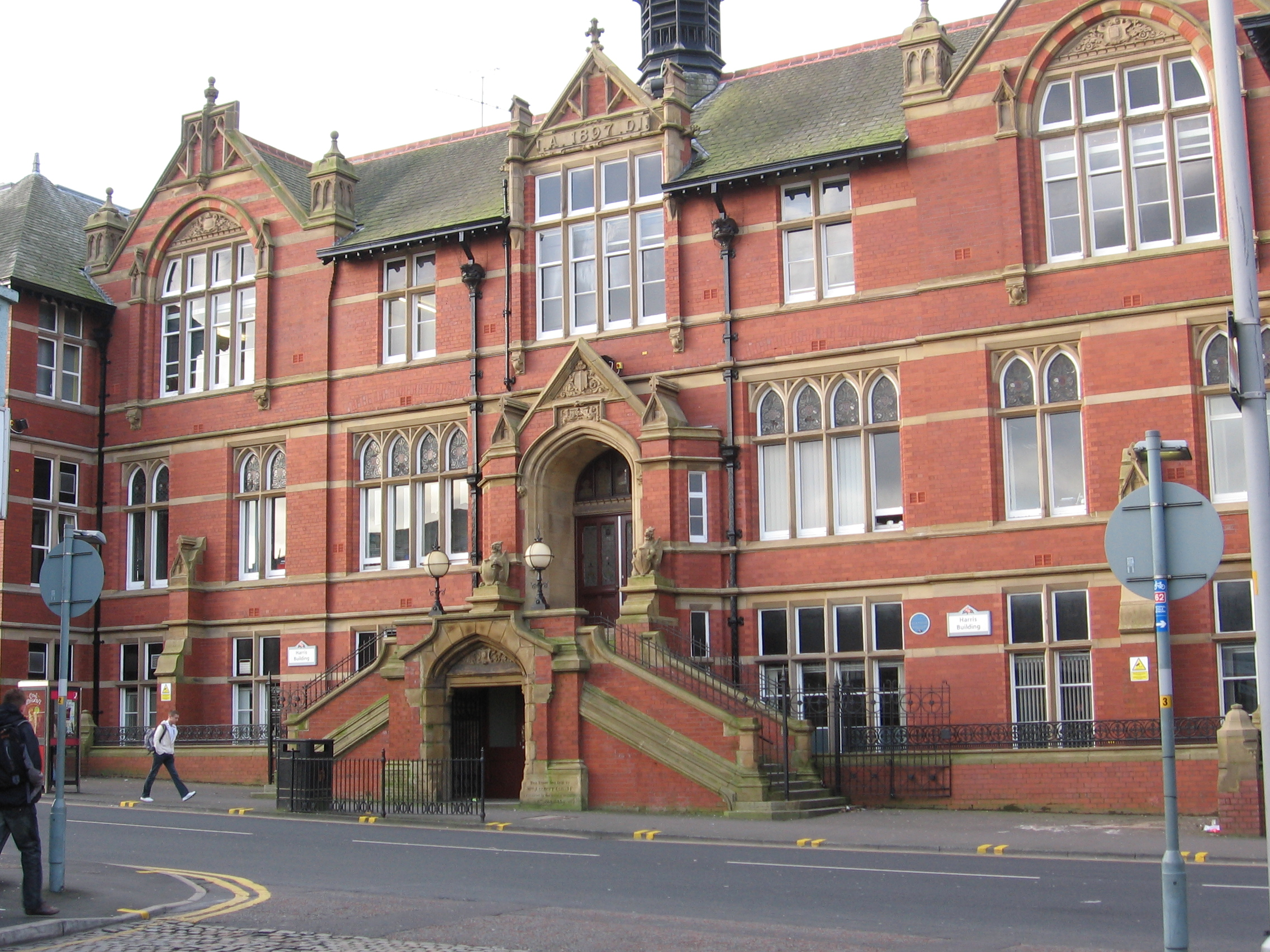
مبنى هاريس، الذي بني في عام 1897

- العلوم الفيزيائية وعلوم الحاسب الآلي

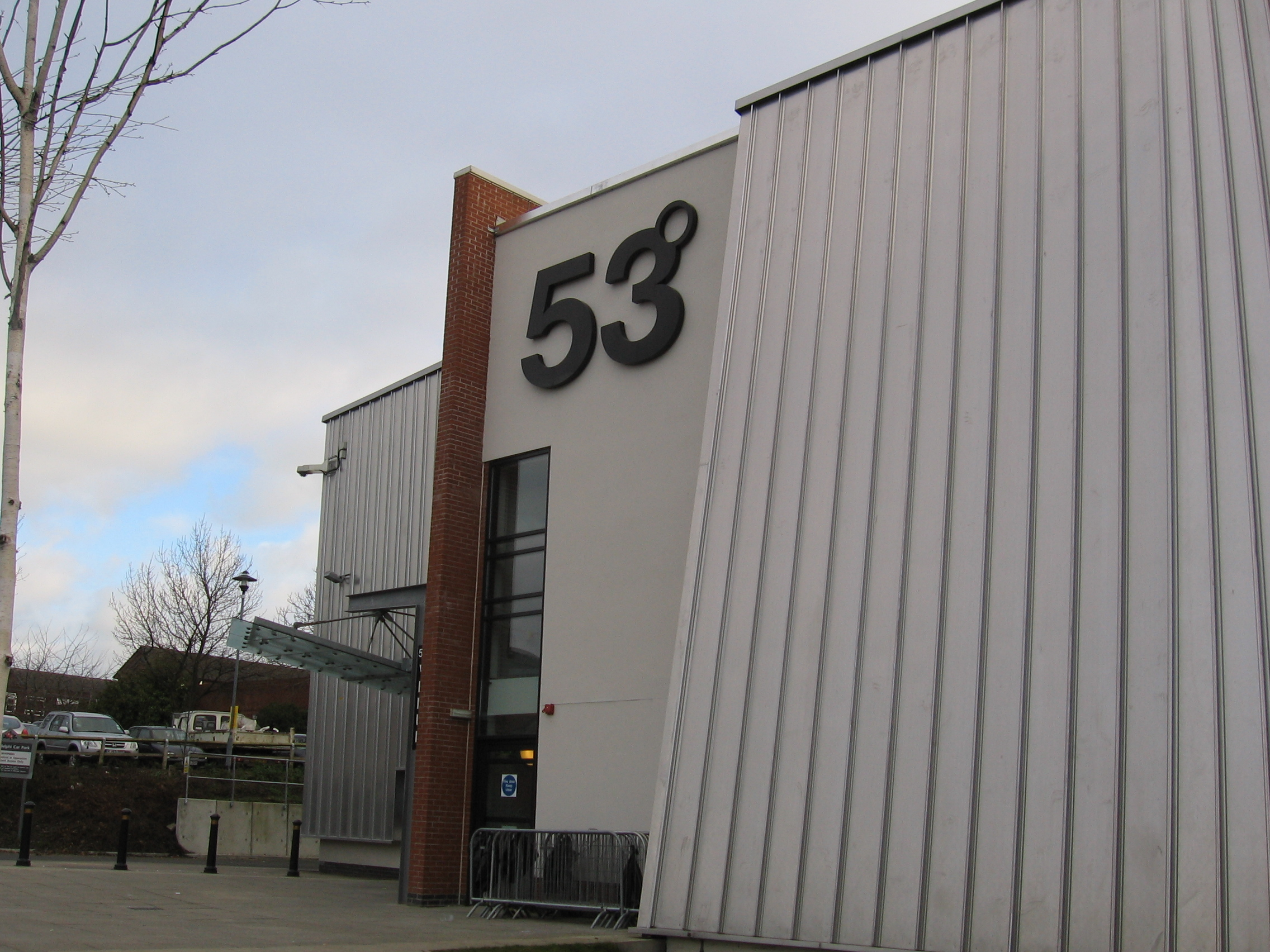
مكان اتحاد الطلاب، 53 درجة

- علم النفس
- العمل الاجتماعي والرعاية والمجتمع
- الرياضة والعافية
- كلية الحقوق في لانكشاير
- كلية مايرسكوف (مدرسة مشاركة)

## روابط خارجية
- موقع جامعة وسط لانكشاير
- موقع اتحاد طلاب UCLan